# 11409 Horkheimer
Horkheimer (asteróide 11409) é um asteróide da cintura principal, a 2,8106976 UA. Possui uma excentricidade de 0,1179862 e um período orbital de 2 077,79 dias (5,69 anos).
Horkheimer tem uma velocidade orbital média de 16,68489166 km/s e uma inclinação de 2,29879º.
Este asteróide foi descoberto em 19 de Março de 1999 por LONEOS.